# AIM-132 ASRAAM
L'AIM-132 ASRAAM (Advanced Short-Range Air-to-Air Missile) è un missile aria-aria europeo sviluppato inizialmente in comunione con gli Stati Uniti d'America, ma che ora presta servizio principalmente nella Royal Air Force.

## Storia
La storia dell'ASRAAM ha inizio nel 1980, quando gli USA, in accordo con l'Europa, iniziano a sviluppare un nuovo missile aria-aria, che nel Vecchio Continente diventerà appunto l'AIM-132 ASRAAM, mentre gli americani porteranno avanti un progetto che diventerà poi l'AIM-120 AMRAAM.

Gli stati che inizialmente si interessarono al nuovo ordigno furono la Gran Bretagna, la Germania e la Norvegia, che dal 1984 al 1987 definirono insieme le caratteristiche che avrebbe dovuto avere il nuovo missile, dando successivamente il via definitivo alla costruzione di un prototipo. Le divergenze tra la BAe, impegnata ad aumentare velocità e raggio d'azione del prototipo, e la tedesca BGT, che si concentrava invece sul sistema di guida (in seguito giungerà alla creazione autonoma dell'IRIS-T, anche perché la Luftwaffe riteneva l'ASRAAM inadatto a competere con il nuovo AA-11 Archer sovietico). portarono all'uscita di quest'ultima dal progetto nel 1990 seguita da Norvegia, Canada (che si era nel frattempo aggiunto tra gli interessati) e USA.

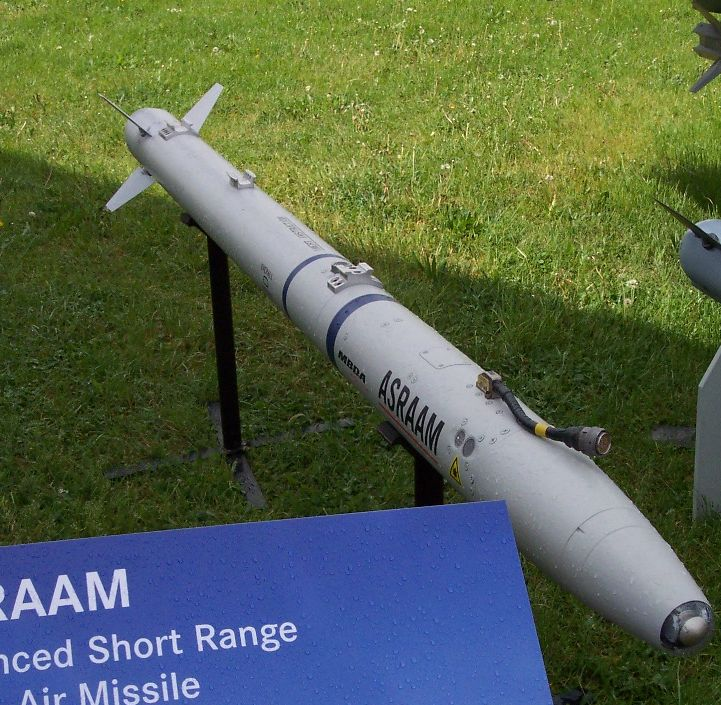
Altra veduta di un ASRAAM

Nel marzo 1992 la Gran Bretagna assegnò ufficialmente alla BAe il compito di portare ulteriormente avanti il prototipo, così nel 1994 vennero eseguiti i primi voli di prova, e dopo un'ulteriore fase di sviluppo, l'Australia divenne il primo acquirente dell'ASRAAM con l'intento di equipaggiare i propri F/A-18 Hornet. Nel dicembre dello stesso anno alcuni esemplari vennero inviati anche alla RAF per una serie di valutazioni tecniche.

Per potenziare le proprie capacità di sviluppo, la BAe si alleò con la Matra nel 1996 per poi, nel 2001, unirsi al gruppo MBDA. Forte di questa solida base produttiva, la risoluzione dei problemi dell'AIM-132 poté finalmente essere completata e permise così alla RAF, nel settembre del 2002, di giudicarlo idoneo all'impiego operativo.

## Caratteristiche tecniche
La caratteristica estetica più evidente di questo missile è la mancanza di alette anteriori. Riguardo alle componenti più strettamente tecniche invece, il potente motore a razzo, con propellente solido e a bassa emissione di fumi di scarico per diminuire la probabilità di essere individuato dal pilota nemico, accelera rapidamente l'ordigno consentendogli di eseguire manovre fino a 50 g subito dopo il lancio.

Il sistema di ricerca di tipo IIR (Imaging Infrared), simile a quello dell'AIM-9X Sidewinder, riesce ad individuare parti specifiche dell'aereo, come ad esempio gli ugelli di scarico o la cabina di pilotaggio, ha un'ampia visuale, e un'elevata resistenza alle contromisure.

La gittata massima del missile è di circa 15 km, mentre quella minima risulta essere 300 m; all'interno di queste due lunghezze, la testata con 10 kg di esplosivo a frammentazione ha il compito di eliminare la minaccia nemica.